# براين مكبرايد
براين مكبرايد (بالإنجليزية: Brian McBride)‏، من مواليد 19 يونيو 1972 في إلينوي في الولايات المتحدة الأمريكية، لاعب كرة قدم أمريكي.
بدأ مسيرته الكروية مع نادي ميلووكي رامبيج في عام 1994، ولعب معهم 18 مباراة وسجل 17 هدف، وفي موسم 1994/1995 انتقل نادي فولسبورغ الألماني، ولعب معهم 18 مباراة وسجل هدفين، وفي عام 1996 انتقل إلى نادي كولمبوس كرو، ولعب معهم 161 مباراة وسجل 62 هدف، وفي عام 2000 أعير إلى نادي بريستون نورث إند الإنجليزي، ولعب معهم 9 مباريات وسجل هدف واحد، وفي عام 2002 أعير إلى نادي إيفرتون الإنجليزي، ولعب معهم 8 مباريات وسجل 4 أهداف، ومنذ عام 2004 وهو يلعب مع نادي فولهام الإنجليزي.
و قد بدأ باللعب مع منتخب الولايات المتحدة لكرة القدم في عام 1993 وحتى عام 2006، ولعب معهم 95 مباراة وسجل 30 هدف.
تعرض للضرب بالكوع من قبل اللعب الإيطالي دانيالي دي روسي، مما جعل اللاعب الإيطالي يحرم من اللعب حتى المبارة النهائية.

## روابط خارجية
- براين مكبرايد على موقع الدوري الأمريكي (الإنجليزية)
- براين مكبرايد على موقع قاعدة بيانات كرة القدم.إي يو (الإنجليزية)
- براين مكبرايد على موقع ناشيونال فوتبول تيمز (الإنجليزية)
- براين مكبرايد على موقع Soccerbase.com (لاعب) (الإنجليزية)
- براين مكبرايد على موقع Soccerway.com (الإنجليزية)
- براين مكبرايد على موقع عالم كرة القدم.نت (الإنجليزية)
- براين مكبرايد على موقع كووورة
- براين مكبرايد على موقع اللجنة الأولمبية الدولية (الإنجليزية)
- براين مكبرايد على موقع أوليمبيديا (الإنجليزية)
- براين مكبرايد على موقع اللجنة الأولمبية والبارالمبية الأمريكية (الإنجليزية)